# Borzinskij rajon
Il Borzinskij rajon (in russo Борзинский район?) è un rajon del Territorio della Transbajkalia, nell'Estremo Oriente russo; il capoluogo è la città di Borzja. Istituito il 4 gennaio 1926, ricopre una superficie di 8 848,42 chilometri quadrati e ha una popolazione di 45 109 abitanti. Il distretto è suddiviso in due insediamenti urbani e 15 comuni rurali.

## Geografia
Tra le catene montuose più rilevanti del territorio ci sono i monti della Nerča; i maggiori fiumi del distretto sono la Borzja e il Gazimur. Sul territorio del distretto è stata creata la riserva naturale di Dauria.